# Championnat d'Éthiopie de football 2021-2022
Navigation
Saison précédente Saison suivante
La saison 2021-2022 du Championnat d'Éthiopie de football est la soixante-seizième édition de la première division en Éthiopie, la Premier League. Elle regroupe, sous forme d'une poule unique, seize équipes du pays qui se rencontrent deux fois au cours de la compétition, à domicile et à l'extérieur. À l'issue de la saison, les trois derniers du classement sont relégués et remplacés par les trois meilleurs clubs de deuxième division.

## Déroulement de la saison
La saison débute le 17 octobre 2021, avec les mêmes équipes de la saison précédente et trois promus, ce qui porte le championnat de nouveau à seize équipes. Saint-George SC termine à la première place en fin de saison et remporte son trentième titre de champion d'Éthiopie.

## Les clubs participants
- Baher Dar Kenema FC
- Ethiopian Coffee Sport Club
- Awassa City FC
- Sebeta City Football Club
- Fasil City
- Wolkite City FC
- Sidama Coffee FC
- Adama City FC
- Dire Dawa City FC
- Saint-George SC
- Hadiya Hossana FC
- Welayta Dicha FC
- Jimma Aba Jifar FC
- Defence SC - promu de D2
- Addis Abeba City - promu de D2
- Arba Minch Kenema  - promu de D2

## Compétition
Le barème de points servant à établir les classements se décompose ainsi :
- Victoire : 3 points
- Match nul : 1 point
- Défaite : 0 point

### Classement
| Rang | Équipe                      | Pts | J  | G  | N  | P  | Bp | Bc | Diff |
| ---- | --------------------------- | --- | -- | -- | -- | -- | -- | -- | ---- |
| 1    | Saint-George SC             | 65  | 30 | 20 | 11 | 1  | 50 | 11 | +39  |
| 2    | Fasil City T                | 61  | 30 | 14 | 10 | 6  | 49 | 23 | +26  |
| 3    | Sidama Coffee FC            | 48  | 30 | 12 | 12 | 6  | 40 | 30 | +10  |
| 4    | Awassa City FC              | 45  | 30 | 13 | 6  | 11 | 38 | 38 | 0    |
| 5    | Welayta Dicha FC            | 42  | 30 | 11 | 9  | 10 | 23 | 24 | -1   |
| 6    | Ethiopian Coffee Sport Club | 42  | 30 | 11 | 9  | 10 | 29 | 37 | -8   |
| 7    | Arba Minch Kenema P         | 40  | 30 | 9  | 13 | 8  | 27 | 26 | +1   |
| 8    | Wolkite City FC             | 38  | 30 | 9  | 11 | 10 | 33 | 36 | -3   |
| 9    | Defence SC P                | 37  | 30 | 9  | 10 | 11 | 25 | 25 | 0    |
| 10   | Hadiya Hossana FC           | 37  | 30 | 8  | 13 | 9  | 36 | 40 | -4   |
| 11   | Adama City FC               | 35  | 30 | 5  | 10 | 15 | 24 | 23 | +1   |
| 12   | Baher Dar Kenema FC         | 35  | 30 | 8  | 11 | 11 | 29 | 29 | 0    |
| 13   | Dire Dawa City FC           | 33  | 30 | 8  | 9  | 13 | 28 | 40 | -12  |
| 14   | Addis Abeba City P          | 32  | 30 | 7  | 11 | 12 | 37 | 42 | -5   |
| 15   | Sebeta City Football Club   | 25  | 30 | 5  | 10 | 15 | 22 | 46 | -24  |
| 16   | Jimma Aba Jifar FC          | 23  | 30 | 6  | 5  | 19 | 23 | 43 | -20  |

|  | Qualification pour la Ligue des champions de la CAF 2022-2023                           |
|  | Qualification pour la Coupe de la confédération 2022-2023                               |
|  | Relégation directe en deuxième division                                                 |
|  | T : Tenant du titre C : Vainqueur de la Coupe d'Éthiopie P : Promu de deuxième division |

## Bilan de la saison
| Championnat d'Éthiopie de football 2021-2022 |                             |
| Champion                                     | Saint-George SC (30e titre) |
| Qualifications continentales                 |                             |
| Ligue des champions de la CAF 2022-2023      | Saint-George SC             |
| Coupe de la confédération 2022-2023          | Fasil City                  |
| Promotions et relégations                    |                             |
| Promus en Premier League                     | Ethiopia Medhin FC          |
| Promus en Premier League                     | EEPCO                       |
| Promus en Premier League                     | Legetafo Legedadi           |
| Relégués en Second League                    | Addis Abeba City            |
| Relégués en Second League                    | Sebeta City Football Club   |
| Relégués en Second League                    | Jimma Aba Jifar FC          |